# Terry L. Bruce

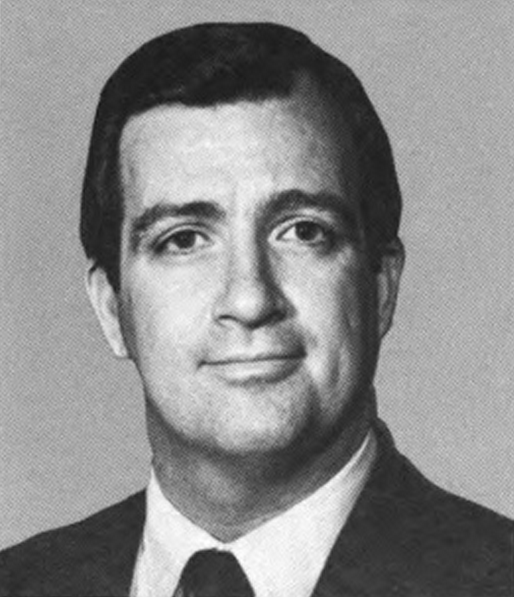
Terry L. Bruce

Terry Lee Bruce (* 25. März 1944 in Olney, Illinois) ist ein ehemaliger US-amerikanischer Politiker. Zwischen 1985 und 1993 vertrat er den Bundesstaat Illinois im US-Repräsentantenhaus.

## Werdegang
Terry Bruce besuchte bis 1962 die Richland High School in Olney und studierte danach bis 1966 an der University of Illinois in Urbana. Nach einem anschließenden Jurastudium an derselben Universität wurde er 1969 als Rechtsanwalt zugelassen. Gleichzeitig schlug er als Mitglied der Demokratischen Partei eine politische Laufbahn ein. Zwischen 1971 und 1984 gehörte er dem Senat von Illinois an. Im Jahr 1978 kandidierte er noch erfolglos für den Kongress.
Bei den Kongresswahlen des Jahres 1984 wurde Bruce dann im 19. Wahlbezirk von Illinois in das US-Repräsentantenhaus in Washington, D.C. gewählt, wo er am 3. Januar 1985 die Nachfolge des Republikaners Dan Crane antrat. Nach drei Wiederwahlen konnte er bis zum 3. Januar 1993 vier Legislaturperioden im Kongress absolvieren. 1992 wurde er von seiner Partei nicht mehr zur Wiederwahl nominiert.
Nach dem Ende seiner Zeit im US-Repräsentantenhaus fungierte Terry Bruce als Vizepräsident einer regionalen Telefongesellschaft. Heute lebt er wieder in seinem Geburtsort Olney.